# Parc aquàtic

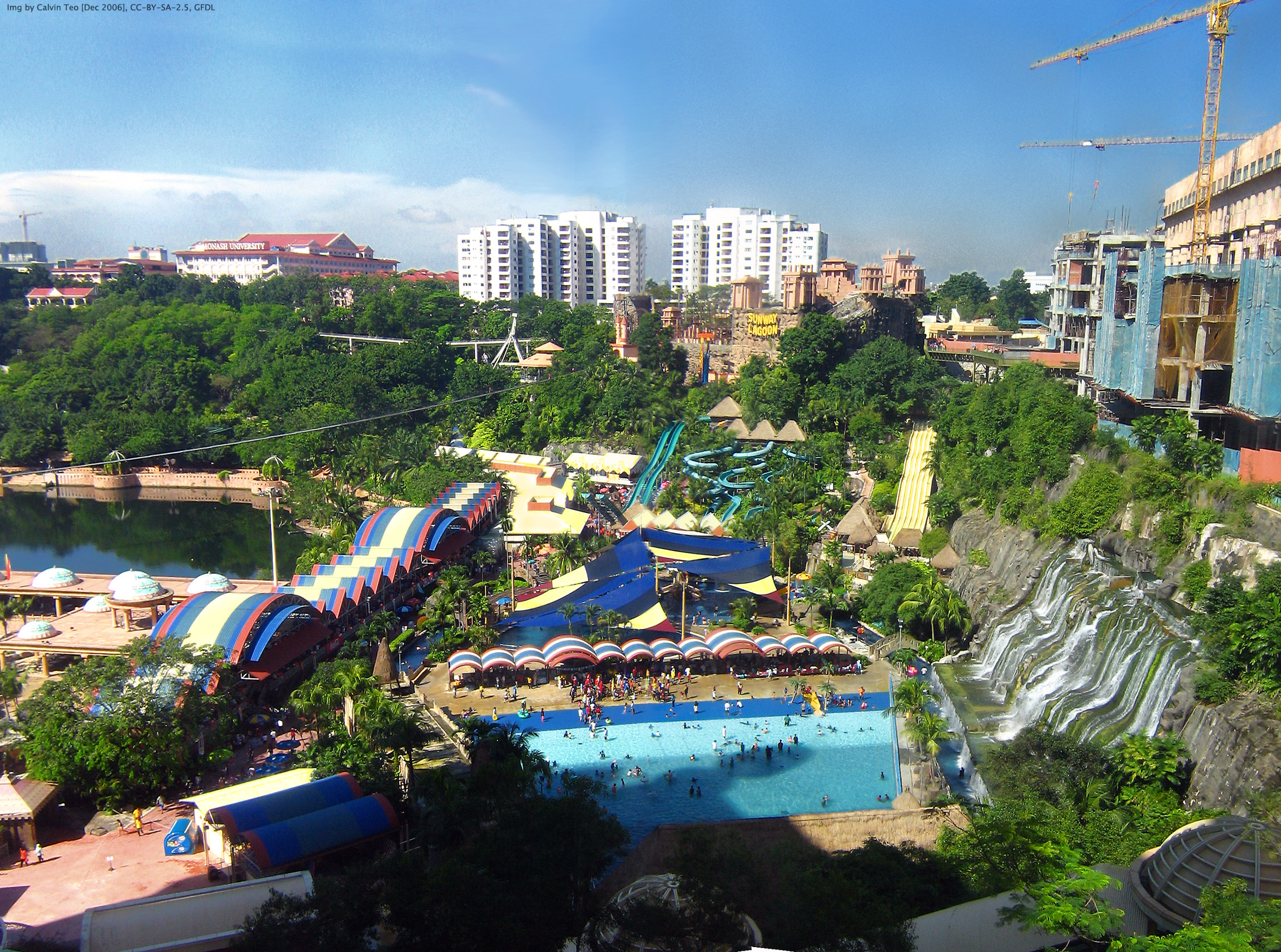
Imatge d'un parc aquàtic.

Els  parcs aquàtics  són centres de recreació massiva, construïts i equipats amb atraccions i jocs bàsicament amb aigua. Són en essència centres per gaudir amb seguretat durant hores en companyia d'amics i familiars. Estan situats a tot arreu del món, en qualsevol tipus de zona climàtica, a prop o dins de les ciutats. Actualment hi ha empreses que poden assessorar en el muntatge d'aquest tipus de parcs, fins i tot fer tematitzacions, avantprojectes, etc.

## Components bàsics
Un parc aquàtic pot tenir una diversitat d'atraccions molt àmplia, que es poden determinar per la dimensió de terreny, la localització, el pla de negoci que es tingui, etc., però alguns dels seus components són:
- Tobogans d'aigua
- Piscines
- Jocs per nens
- Rius lents i ràpids
- Platges Artificials (alguns)
- Àrees administratives